# Phumlile Ndzinisa
Phumlile Sibonakele Ndzinisa, née le 21 août 1992 à Lobamba, Swaziland, est une athlète swazie. Elle participe à l'épreuve du 400 m aux Jeux olympiques d'été de 2012 à Londres où elle est éliminée au premier tour, mais bat le record national féminin du 400 m avec 53,95 secondes.
Elle participe aussi au 100 m pour le Swaziland aux Jeux olympiques d'été de 2016 à Rio de Janeiro. Elle termine 5e de sa ronde préliminaire et ne s'est pas qualifiée pour la finale. Elle était le porte-drapeau du Swaziland lors de la cérémonie de clôture.
Elle est médaillée d'argent du 400 mètres aux Championnats d'Afrique australe 2011 à Harare. Aux Championnats d'Afrique australe 2013 à Lusaka, elle est médaillée d'or du 200 mètres et médaillée d'argent du 400 mètres.